# Quatuor à cordes no 1 de Tippett
Pour les articles homonymes, voir Quatuor à cordes no 1.
Le Quatuor à cordes no 1 est un quatuor à cordes pour deux violons, alto, violoncelle du compositeur britannique Michael Tippett. Il fut composé en 1935 dans une première version en quatre mouvements puis révisé en 1943 dans une version en trois mouvements.

## Analyse de l'œuvre
1. Allegro (à 
) : s'inspire des blue notes du blues et de la polyphonie élisabéthaine par ses fausses relations d'octave.
2. Lento cantabile : page d'un grand lyrisme dans l'esprit d'une pavane.
3. Allegro assai : structure rythmique virtuose de type additif associée à des changements de mesure constants comme dans la Danse sacrale du Sacre du printemps de Stravinsky.

Durée d'exécution : environ vingt minutes